# Матока, Афанасий Матти Шаба
Афанасий Матти Шаба Матока (20 июня 1930, Барталла, Ирак — 19 марта 2025, Бейрут, Ливан) — первый епископ Патриаршего экзархата Басры и Кувейта с 1997 по 2001 год, архиепископ багдадский Сирийской католической церкви с 15 июля 1983 год по 26 июня 2010 года.

## Биография
Афанасий Матти Шаба Матока родился 20 июня 1930 года.
17 октября 1954 года Афанасий Матти Шаба Матока был рукоположён в священника.
25 августа 1979 года Римский папа Иоанн Павел II назначил Афанасия Матти Шаба Матоку вспомогательным епископом архиепархии Багдада и титулярным епископом Дары Сирийской. 8 декабря 1979 года Афанасий Матти Шаба Матока был рукоположён в епископа.
15 июля 1983 года Афанасий Матти Шаба Матока был назначен архиепископом багдадским.
26 июня 2010 года ушёл на пенсию. Скончался 19 марта 2025 года в Бейруте.